# Cambodian Razorback Dog
Il Cambodian Razorback Dog  o  Cambodian Dog Ridgeback è un cane di tipo primitivo o spitz con il caratteristico ridgebak sul dorso, molto raro e poco conosciuto, che si trova solamente nella valle del fiume Mekong in Cambogia.

## Caratteristiche
Differisce dagli altri cani ridgeback conosciuti per il pelo più lungo che gli consente di avere una cresta più pronunziata fino a 5 cm la coda è folta a forma di spada; inoltre è di taglia più grande rispetto al Thai Ridgeback Dog taillandese e al Phu Quoc Ridgeback vietnamita, cani anch'essi originari di zone diverse dell'indocina.
La razza presenta un certo dimorfismo sessuale, sono solitamente alti fino a 51 cm e pesanti circa 27 kg, hanno una struttura squadrata (altezza e lunghezza); inoltre sono molto agili ed attivi. Sono cani amichevoli con l'uomo e sono usati come cani da guardia e per la caccia, abbaiano solo se necessario.

### Video
- bergersdog, Cambodian Razorback Dog (Berger's Dog), su YouTube,  a 0 h 0 min 12 s. URL consultato il 31 12 2020.